# Deuxième bataille de Falloujah
Pour les articles homonymes, voir Bataille de Falloujah.
Guerre d'Irak
La deuxième bataille de Falloujah est une bataille urbaine opposant la guérilla irakienne, dans un de ses bastions, aux forces armées des États-Unis, appuyées par l’armée irakienne gouvernementale. Elle est déclenchée dans la nuit du 6 au 7 novembre 2004 sous le nom d’opération Phantom Fury (al-Fajr pour le gouvernement irakien), et se termine par la reprise de contrôle officielle de la ville par les Américains, qui est achevée le 23 décembre 2004,.
Cette bataille est considérée comme une des plus importantes de la première décennie du XXIe siècle, à la fois par l’enjeu, la réussite tactique de l’assaillant, mais aussi comme concentré de leçons à tirer pour les guerres futures. Sans que ce point soit totalement éclairci, la bataille attire l'attention sur le nombre élevé de cancers et de malformations dans la population, dû aux combats durant la période 1990-2004. Tout aussi grave à moyen et long terme : malgré le déploiement de forces pendant la bataille et de moyens financiers pour la reconstruction, la société fallouji est détruite, sans aucune cohésion. Ce qui explique que la ville de Falloujah tombe aisément aux mains de l'armée de l'État islamique en 2014 (voir bataille d'Al-Anbar).

## Situation
Au printemps 2004, les États-Unis et leurs alliés ont conquis l’Irak depuis un an. L’éruption de résistance du deuxième semestre 2003 est maîtrisée lors de la bataille du Ramadan.
Falloujah, deuxième ville de la province d'Al-Anbar, est au cœur du triangle sunnite, au centre de l’Irak. Elle est située à 65 km de Bagdad et elle forme une sorte de rectangle de 3 km de large sur 3,5 km, soit une surface de 10,5 km2 comprenant plus de 50 000 bâtiments. C’est également une ville abritant de nombreux « contrebandiers ». La ville n'a jamais été acquise aux Baassistes et ses habitants n'opposèrent aucune résistance aux Américains lors de l'invasion de 2003.
Le 29 avril 2003, un mois après la fin de la conquête américaine, les parachutistes de la 82e répriment une manifestation et tirent sur la foule en faisant 13 morts et 75 blessés,.

## Combats du printemps 2004
Le 31 mars, quatre employés américains de la société militaire privée Blackwater Worldwide sont lynchés, et leurs corps incendiés sur un des ponts de Falloujah. Dans la nuit du 5 au 6 avril, les États-Unis lancent l’opération Vigilant Resolve afin de reprendre le contrôle de la ville,,,.
Les 2 000 Marines de la 1re division et deux bataillons de la nouvelle armée irakienne sont lancés dans un raid de bouclage et font la conquête des deux tiers de la ville dans ce combat urbain. Mais leur avancée se heurte à une forte résistance ; l’US Army tue 600 combattants adverses pour 15 morts américains. La totalité des deux bataillons irakiens qui participaient à cette opération déserte au premier accrochage, et ils ne participent pas à l'opération. Après 3 semaines de combats, le commandement américain renonce devant les pertes civiles et leur impact médiatique (et moyennant la promesse des chefs des insurgés de se soumettre) et le 30 avril il retire ses forces de la ville.
Une unité spécifique irakienne, la brigade de Falloujah de 1 600 hommes, est mise sur pied par le gouvernement irakien et prend le relais de l’armée américaine le 30 avril ; mais ses hommes désertent tous en à peine trois mois, la plupart passant à la guérilla irakienne qui garde le contrôle de la ville.

## Bataille de novembre 2004

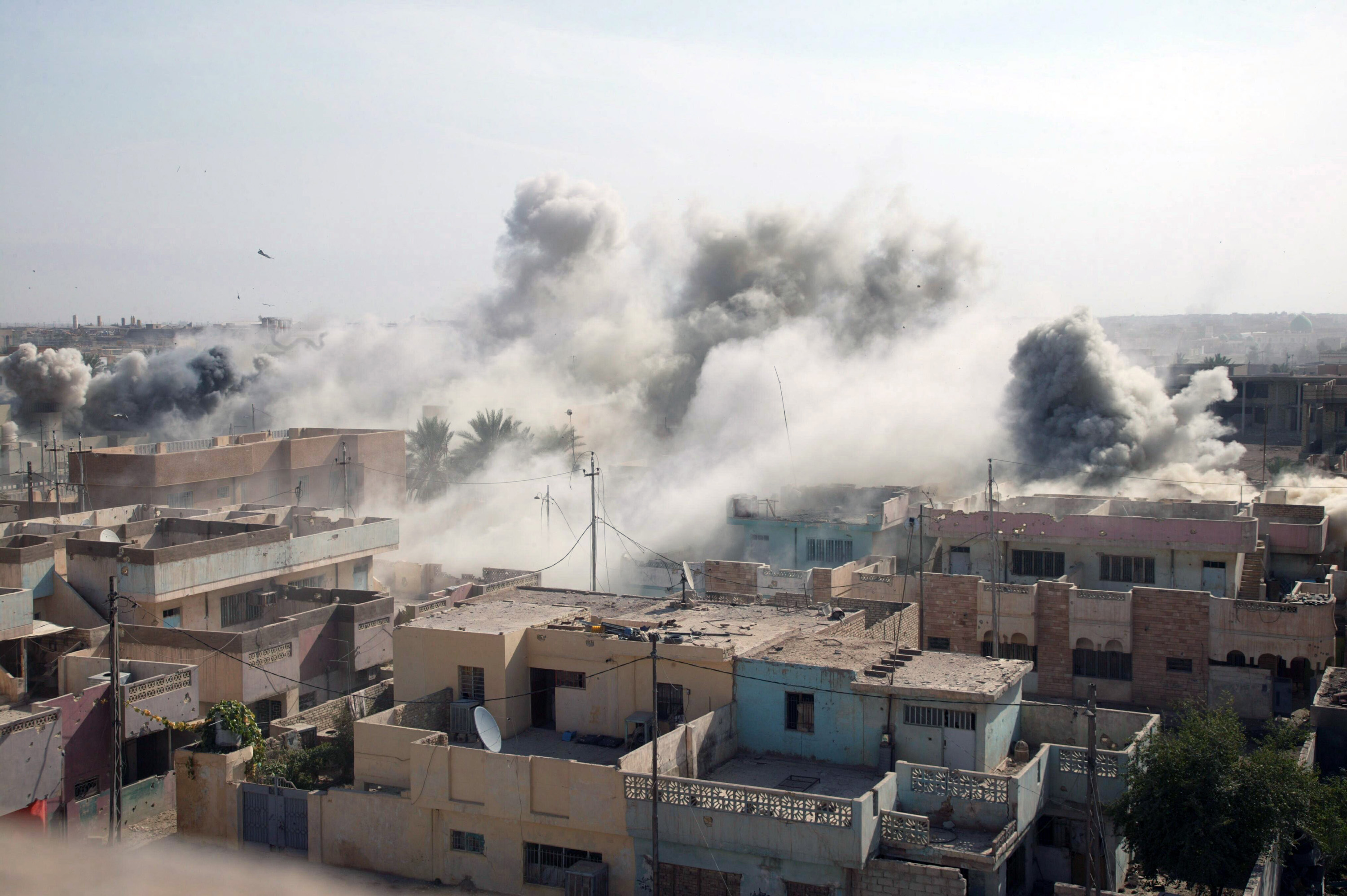
Une rue de Falloujah après une frappe aérienne.

### Préparation
Pour éviter les pertes civiles, le commandement américain annonça longtemps à l’avance cette offensive ce qui permit à une partie importante de la population de quitter la ville (environ 200 000 à 230 000, des 280 000 habitants quittèrent la ville avant le début de la bataille,). Des largages de tracts par avions ont été utilisés.
Les opérations aériennes commencent le 1er juillet. Il s'agit de reconnaissance par drones (Predator et Pioneer) couplés à des ballons captifs, ce qui permet à l'état-major américain d'avoir une surveillance permanente et détaillée. Les bombardements commencent en août, pour tenter de tuer les chefs de la guérilla, dont al-Zarqaoui ; ces frappes, présentées comme chirurgicales, font beaucoup de dégâts.
Afin de tromper la guérilla sur les lieux et la direction de l'attaque et de compléter le renseignement, des raids sont menés essentiellement sur le côté sud de la ville.
Le 14 octobre, la ville est entièrement bouclée. L'importante préparation logistique comprend l'accumulation de stocks énormes de munitions pour 15 jours de combat (11 millions de munitions), de pièces de rechange, afin d’éviter de dépendre d’une longue chaîne logistique, toujours vulnérable aux attaques et minages. La préparation logistique comprend aussi la réalisation de réparations et de l'entretien sur des milliers de matériels. D'importants effectifs destinés à surclasser l'opposition de la guérilla irakienne sont progressivement massés tout autour de la ville. La relève, le 30 octobre, d'un bataillon de Marines à l'ouest de Bagdad par un bataillon de l'armée britannique en fait partie.
Toutes ces opérations sont très visibles et il est donc évident pour tous qu'une nouvelle bataille va avoir lieu.
Du côté de la guérilla, on se prépare en tirant  des conclusions du siège d'avril afin de résister victorieusement à cette nouvelle attaque. Constituée d'une fédération de groupes combattants, eux-mêmes d'inspirations diverses (baasistes d'un côté, islamistes radicaux de l'autre), ils sont divisés sur les actions à mener, entre résistance ferme et actions plus limitées mais convenant mieux à l'asymétrie des forces.
La guérilla compte utiliser la configuration du terrain favorable à la défense en renforçant les obstacles à la progression et en multipliant les voies de communication cachées :
- les pâtés de maisons sont traditionnellement entourés d'un mur d'enceinte ;
- des points d'appui, des tranchées, des bunkers sont construits pour ralentir la progression américaine ;
- des galeries sont creusées dans les maisons pour permettre des déplacements rapides et cachés ;
- des dépôts d'armes et des casernements bétonnés sont construits.

Les insurgés anticipant une attaque du sud, la plupart des meurtrières sont ouvertes vers le sud.
Des pièges à l'explosif sont aussi préparés, en partie dans des véhicules : ceux-ci sont détruits par bombardement aérien.

### Effectifs engagés
Unités alignées par les États-Unis :
- 2 500 hommes des forces de sécurité irakiennes[28] ;
  - 3e brigade de l’armée irakienne (1er, 2e, 4e, 5e et 6e bataillons) ;
  - le 36e bataillon de commandos irakien (entièrement composé de Kurdes, recrues jugées plus fiables)[16] ;
  - l'unité d'intervention de la police ;
- 10 à 15 000 hommes du IIIe corps américain répartis en 6 bataillons, dont :
  - le Ier corps expéditionnaire de Marines (dont la 24e unité expéditionnaire de Marines)[12] ;
  - la 1st Cavalry Division ;
  - la 1st Infantry Division ;
  - en soutien, les 11e et 31e Marines expeditionary units[28] et le 1er groupement de soutien logistique de la force (Force Service Support Group, FSSG)[25].

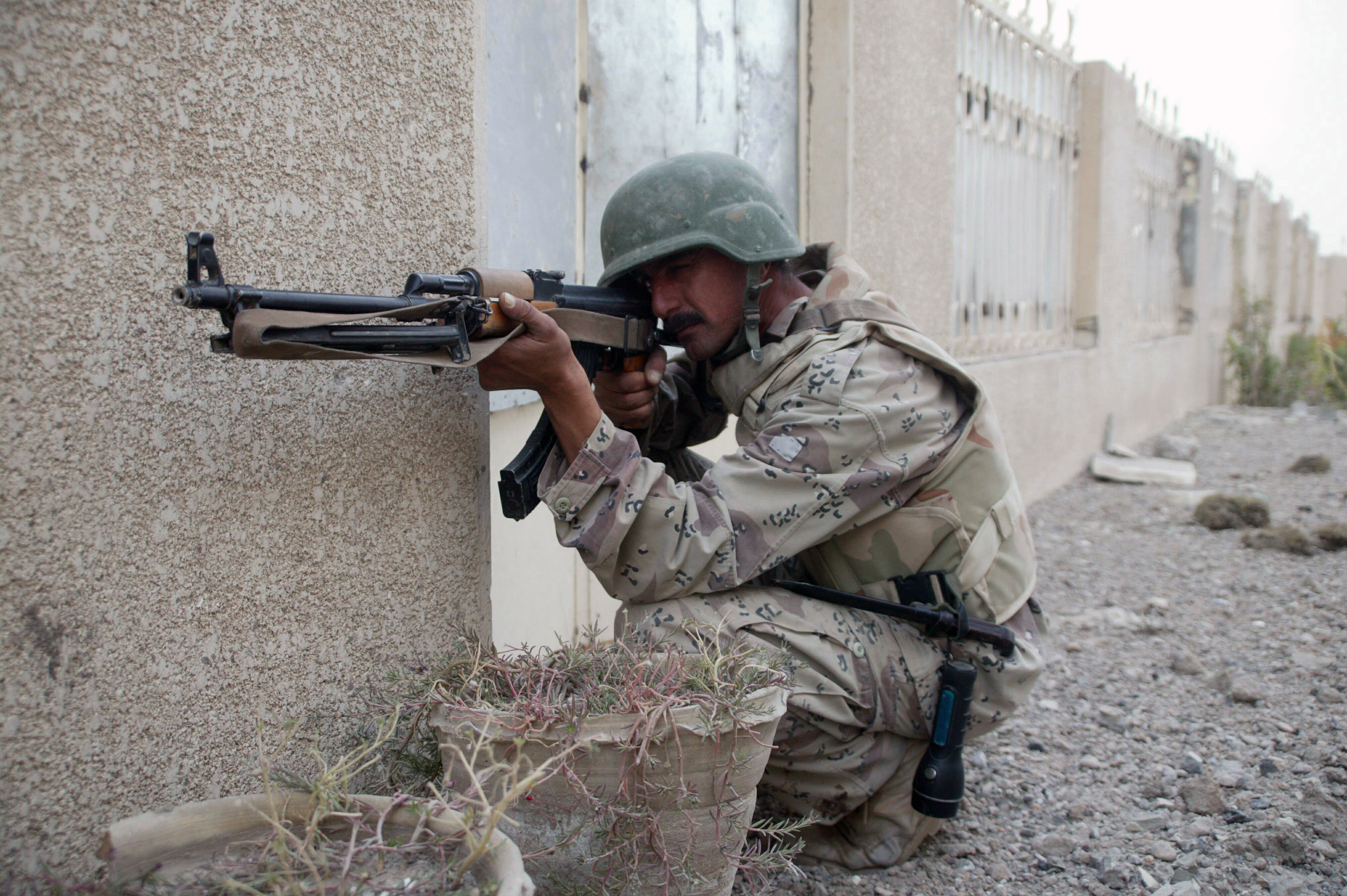
Militaire irakien le 11 novembre à Falloujah.

Au total, 45 000 hommes participent lors du siège aux opérations de conquête de la ville et de bouclage. Le matériel utilisé comprend une centaine d'avions, hélicoptères et drones, et 300 blindés.
Avant la bataille, les estimations sur les effectifs de la guérilla varient entre 5 000 hommes et 10 000 hommes, essentiellement des Irakiens, renforcés par quelques centaines de djihadistes étrangers. Parmi ces djihadistes, se trouvent des Français venus via la filière des Buttes-Chaumont, suspectée dix ans plus tard dans l'attentat contre Charlie Hebdo. Le déclenchement des combats permet finalement de réviser à la baisse cet effectif, à environ 3 000 ou 4 000 combattants,.

### Conquête de la ville

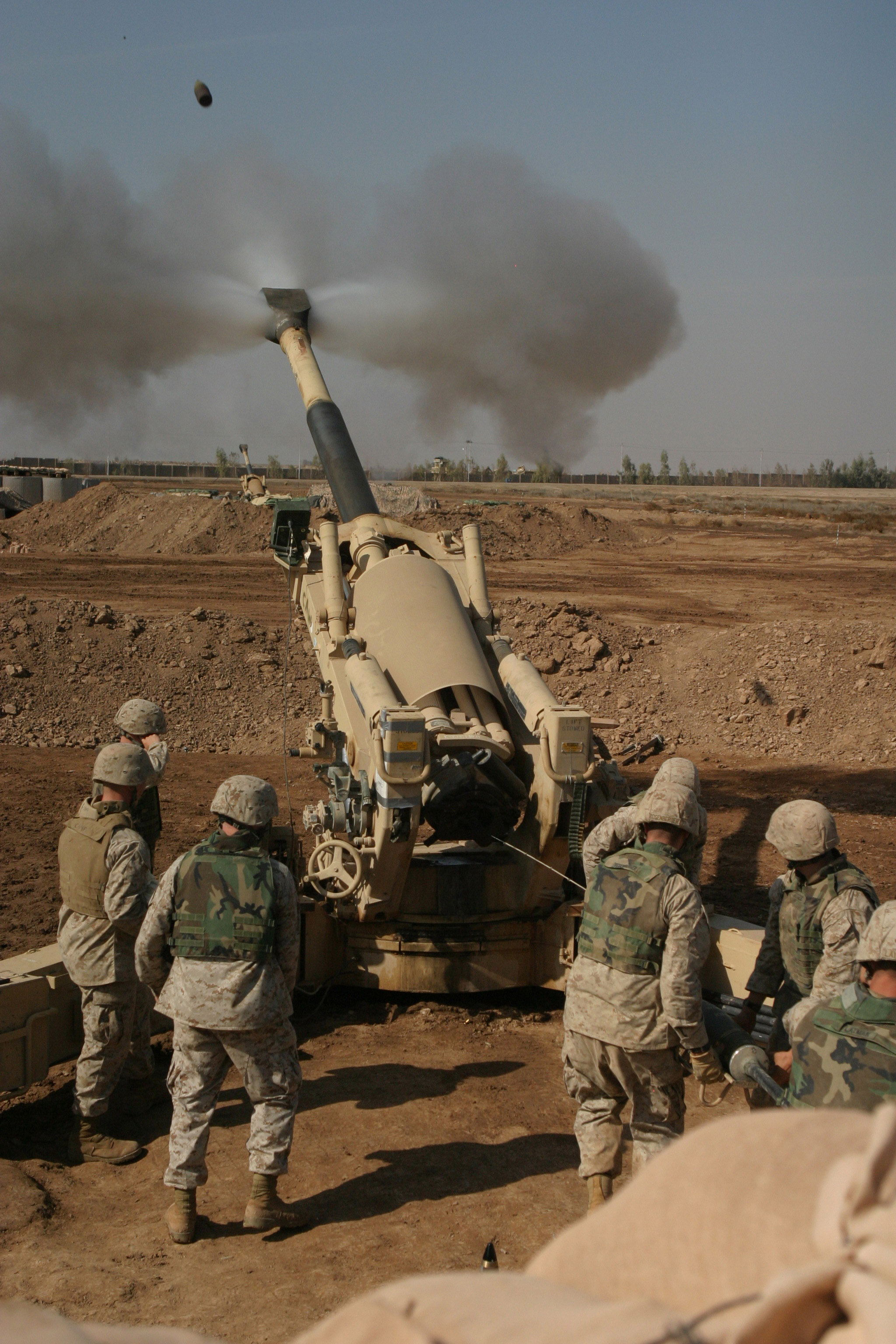
Préparation d’artillerie, côté américain.

La bataille débute par des bombardements aériens et d’artillerie après un bouclage de la ville par la coalition. La première offensive terrestre est la prise de l’hôpital de Falloujah, et l’occupation des ponts orientaux, sur l'Euphrate, dans la nuit du 7 au 8 novembre,, complétées par la destruction de l'hôpital du centre-ville, tout juste construit. Après la prise de ces points symboliques, une préparation par bombardement aérien et d'artillerie a lieu, doublée d'un brouillage électronique.
La progression des troupes irako-américaines se fait du nord au sud, à partir du quartier de Chahuda, gênée par les ruines. Le commandement cherche également à éviter les pertes au maximum.
Dans la nuit du 8 au 9 novembre, l'offensive générale est lancée. Dès le premier jour, la gare (nord de la ville) est prise et transformée en prison et sert aux interrogatoires préliminaires.
La progression est assez rapide (300 mètres par heure), malgré les combats et les câbles électriques tombés au sol, et se fait à la fois en suivant des corridors et par lignes successives.
La contre-attaque de la guérilla se fait sur plusieurs axes :
- politique d'abord, avec l'appel au boycott des élections du 30 janvier 2005 et le retrait du Parti islamique irakien du gouvernement ;
- du combat, mais à l'extérieur de Falloujah, avec de nombreux attentats et attaques militaires dans tout l'Irak (Samarra, Ramadi, Baaqouba, Tikrit, Mossoul) ;
- trois membres de la famille du Premier ministre Iyad Allaoui sont enlevés.

Cependant, l'effet sur le bouclage de Falloujah et l'offensive américaine est quasi nul, puisque seul un bataillon est distrait du siège. Dans ces conditions, l'essentiel de l'affrontement repose sur la guérilla dans Falloujah, qui combat essentiellement en petites équipes mobiles, parfois équipées de mortiers montés sur pick-ups.
Le 11 novembre, le quartier de Jolan est pris, et la ligne FRAN au centre de la ville est atteinte : la moitié de Falloujah est reconquise. La mairie est prise le même jour. Des caches d’armes, des bunkers avec salle de torture, des ateliers de fabrication d'explosif et des réseaux de tunnels sont découverts.

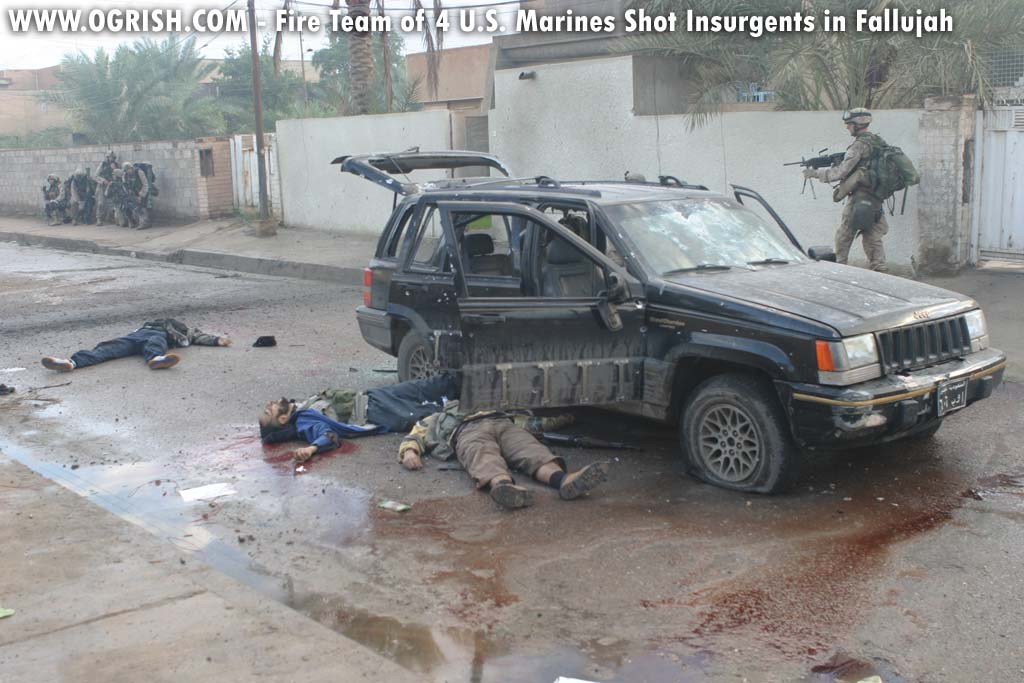
Irakiens tués lors de l’offensive de Falloujah.

En fin de journée du 12 novembre, un important groupe rebelle qui défendait une mosquée est le premier à se rendre.
Au 15 novembre, il reste quelques centaines de rebelles combattants bien équipés, mais les troupes US ont atteint le sud de la ville : celle-ci est considérée comme conquise.

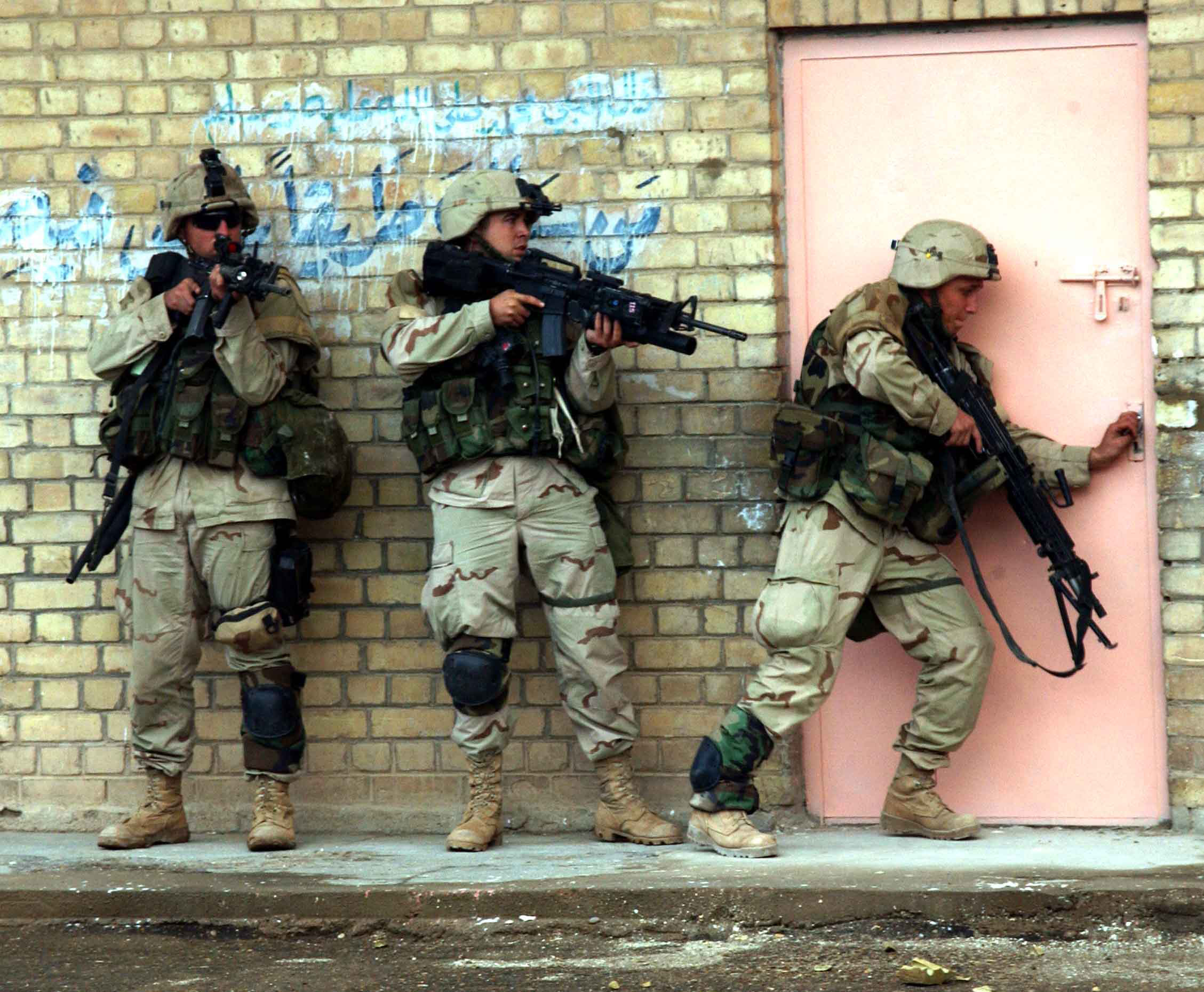
Des hommes de la 1re division de cavalerie avant d'entrer prudemment dans une bâtisse.

L'unité américaine qui a eu le moins de pertes est le GTIA 3-5, qui ne progresse qu'après préparation d'artillerie, stoppe tous les soirs à 16 h 00, ne fait pas de patrouilles, et pratique un debriefing quotidien suivi d'une planification détaillée de l'attaque du lendemain. Ces dispositions, coûteuses en temps, permettent également de limiter la fatigue, les infiltrations sur les arrières et les flancs, et donc les combats de retardement à front renversé. Finalement, elle avance aussi vite que les autres.
Contrairement à la bataille du printemps 2004, les unités irakiennes sont en deuxième échelon, elles aident à s'emparer de points critiques comme les mosquées et, surtout, à occuper les territoires conquis. Malgré ce retrait, le comportement des soldats irakiens ne se serait amélioré que très lentement, et les jugements portés par les Marines sur leurs alliés à Falloujah en novembre restent très sévères. Cette séparation des tâches permet d'éviter tout litige sur d’éventuelles dégradations ou des accusations d’« utilisation excessive de la force ».

### Contre-offensive insurgée
Début novembre, les différents groupes insurgés multiplient les actions de guerre et terroristes dans le triangle sunnite, tentant de desserrer l'étau sur la ville. Ces attaques font environ 85 morts. La plus remarquable est l'attaque coordonnée au mortier et à la bombe à Samarra, ville dont les troupes américaines avaient repris le contrôle seulement quelques semaines auparavant.

### Bombardements incendiaires
Un article du Washington Post a dénoncé l’utilisation de bombes au phosphore blanc, confirmée par plusieurs médecins irakiens présents sur place, et par de nombreux témoignages de corps humains trouvés « fondus » dans les rues.
Le film documentaire italien Falloujah, le massacre caché, décrit lui aussi les effets de ces armes. Selon le même document, l'armée américaine aurait également utilisé du napalm. Il Manifesto a publié plusieurs témoignages de soldats confirmant cette utilisation.
Le lieutenant-colonel Steven Boylan, porte-parole de l’armée américaine à Bagdad, a déclaré ne pas se souvenir de « l’utilisation de phosphore blanc lors de l’offensive à Falloujah à l’automne 2004 ».

### Tireurs de précision à Falloujah
Les deux camps mettent à contribution les tireurs de précision de manière intensive.
Du côté des insurgés, on estime à une cinquantaine le nombre de snipers, équipés de fusils SVD Dragounov, de calibre 7,62 mm. Certains d’entre eux firent preuve d’un courage indiscutable. On cite le cas d’un (ou plusieurs) homme qui continua à tirer sur les militaires américains alors que l’immeuble depuis lequel il tirait avait subi deux raids aériens et avait reçu 35 obus d’artillerie de 155 mm, 10 obus de char de 120 mm ainsi que 30 000 projectiles tirés par des armes légères. Son action a bloqué la progression d’une compagnie de 150 Marines pendant une journée entière.
Les tireurs d’élite de l'USMC se sont également distingués. Ainsi l’un d’entre eux a été crédité de ce qui était alors le plus long tir au but confirmé pour une arme de calibre 7,62 × 51 mm OTAN en Irak. Le Chief scout sniper Herbert Hancock, réserviste de 35 ans, policier dans le civil, appartenant à la Company B, 1st Battalion, 23rd Marine Regiment abattit avec son M40 A3 deux servants de mortier à 960 mètres de distance, distance ayant été confirmée après-coup grâce à un relevé GPS. Un autre, le sergent John E. Place, tua 32 insurgés en treize jours d’engagement et reçut la Silver Star pour sa participation à ces combats.
Chris Kyle, un Navy Seal, surnommé « The Legend » en Occident et « al-Shaïtan al-Ramadi » (le diable de Ramadi) par les insurgés, participe activement à la bataille de Falloujah et abat quarante combattants au cours de l'opération,. En raison de son implication, les insurgés mettent sa tête à prix pour 80 000 dollars.
Pour la coalition, lutter contre les tireurs embusqués ennemis se résumait occasionnellement à un dilemme politiquement sensible : les minarets furent souvent utilisés comme poste de tir par les insurgés. Or les mosquées sont sacrées pour un musulman, d’où l’obligation dans laquelle le commandement américain se trouva souvent de publier un communiqué de manière à faire savoir que le sacrilège de tirer à l’arme lourde sur un lieu de culte était parfois inévitable en temps de guerre.

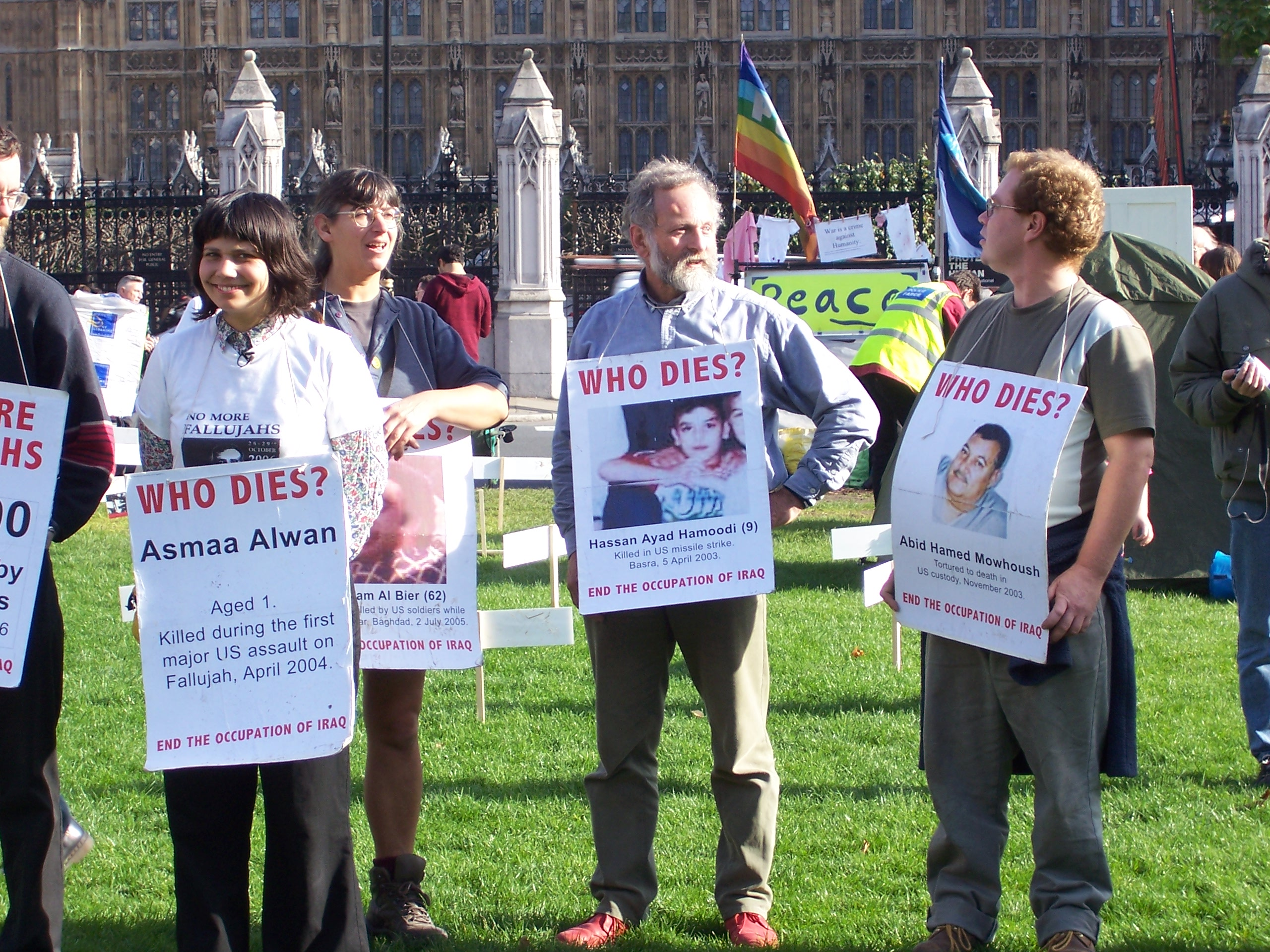
Manifestation devant le Parlement britannique dénonçant les conséquences de la bataille de Falloujah.

### Bataille médiatique
La bataille de Falloujah se joua en partie sur le terrain médiatique.

## Suites et conséquences

### Victimes

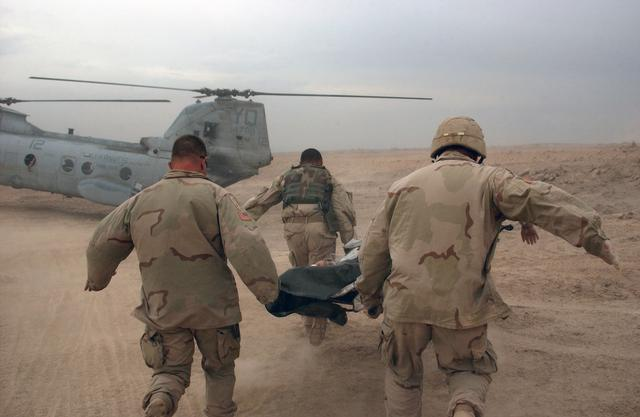
Évacuation d’un blessé de l’US Army.

Les chiffres officiels font état de 470 morts et 1 200 blessés, parmi lesquels 243 femmes et 200 enfants (le 12 décembre, les combats font encore 12 morts dans les rangs américains), mais plus de 1 350 morts (sans distinction entre « insurgés » et « civils ») et/ou de 4 000 à 6 000 civils tués selon d'autres sources (nombre de blessés inconnu), et 106 morts du côté de la coalition, au 23 décembre 2004.
Le 13 novembre 2004, Kassem Daoud, secrétaire d'État irakien à la Sécurité nationale, affirme que plus de 1 000 rebelles ont été tués depuis le début de l'offensive. Mais le même jour, Abou Saad al-Dlimi, porte-parole du conseil de choura des Moujahidine de Falloujah, conteste ce bilan, il déclare à la chaîne Al-Jazeera que le nombre des morts chez les insurgés de Falloujah est d'un peu plus d'une centaine et porte les pertes des forces américano-irakiennes à 150 morts et 270 blessés.
Selon Michael Weiss et Hassan Hassan, les pertes du corps des Marines sont à elles seules de 70 morts et 651 blessés et 2 175 insurgés ont été tués lors de la deuxième bataille de Falloujah, soit à peu près le quart de l'ensemble des rebelles tués par les Américains en Irak au cours de l'année 2004

### Bilan tactique

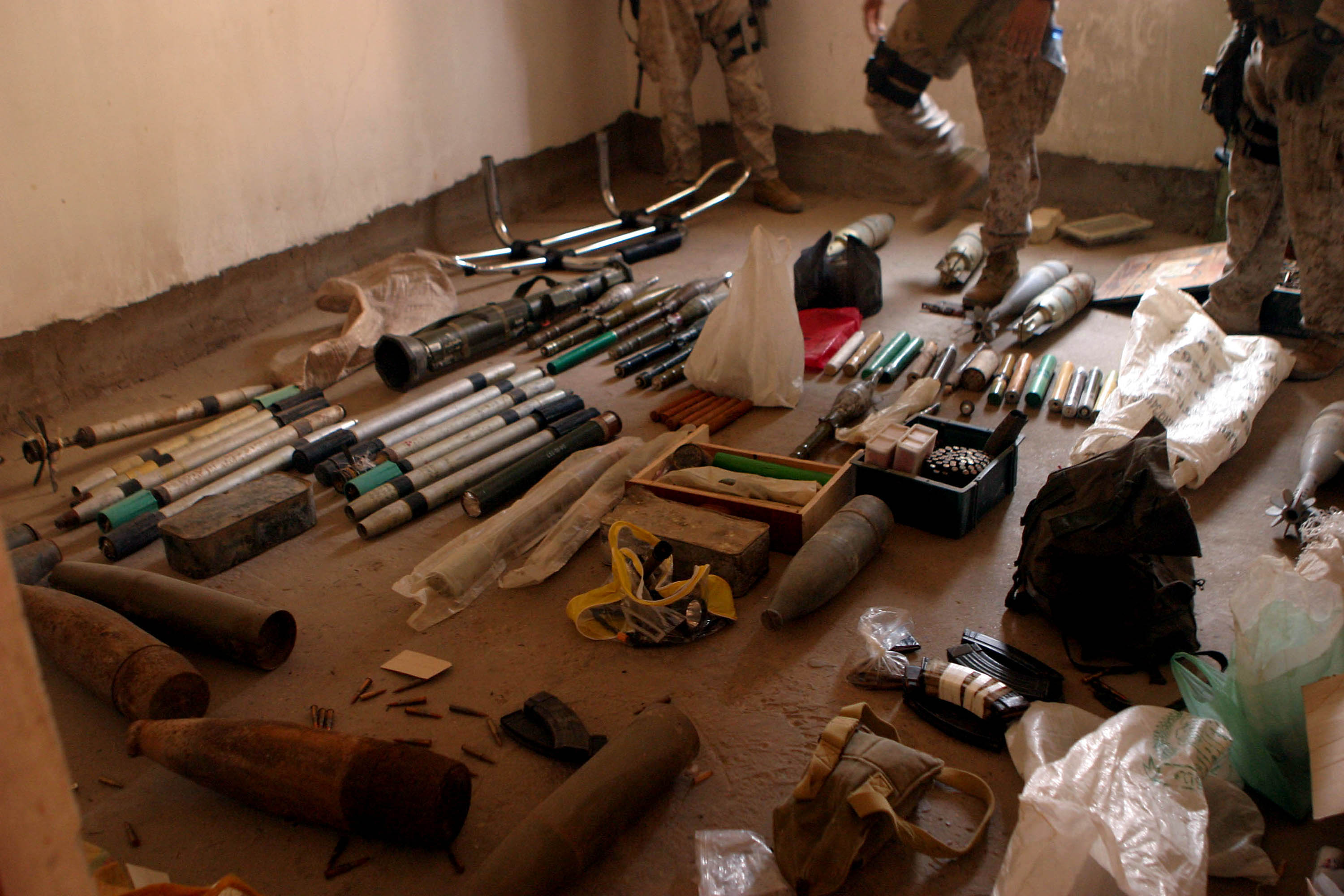
Cache d'armes et de matériel de la guérilla découverte à Falloujah.

La ville est conquise et alors qu'elle servait de base à la résistance, celle-ci est détruite. La conquête a permis de découvrir des salles de torture et de libérer des otages (dont le chauffeur syrien Mohammed Al-Joundi, interprète de Christian Chesnot et Georges Malbrunot, otages français), et de mettre au jour les plus grosses caches d’armes alors jamais découvertes en Irak par l’armée américaine avec près de 1 000 tonnes de matériel militaire. Un total de 29 ateliers de fabrication d'explosifs sont détruits.
Une grande partie des insurgés a pu s’échapper et s'est dispersée dans l’ouest irakien, menant en septembre 2005 au siège de Tall Afar. D’autres sont revenus quelques semaines après la fin de la bataille. Malgré les mesures de surveillance draconienne de la population, en décembre 2005, il continue d'y avoir des attentats terroristes.
Pour certains experts militaires, cette bataille est l’illustration du fourvoiement idéologique du commandement américain en Irak, qui consiste à rechercher une bataille décisive à la Jomini, ce qui, dans une guérilla, est un non-sens, et de tuer un nombre important de bad guys (illustré par le nom d’une opération similaire menée en mai 2005, l’opération Matador). Ce nombre de victimes ennemies est atteint plusieurs fois, ce qui prouve que les deux camps n’ont pas les mêmes conceptions de victoire et de défaite, et que le nombre de combattants potentiels du côté de la guérilla est sous-évalué par les États-Unis. Une tactique de pacification progressive à la Lyautey est préconisée.
Au-delà, le siège a apporté des gains beaucoup moins significatifs que la bataille décisive espérée par l'état-major américain. Une partie des insurgés non-originaires de Falloujah avaient quitté la ville avant l'attaque, dont Al-Zarkaoui, les insurgés restant étant souvent des locaux. De plus, les opérations US n'ont pas réussi à conduire l'ensemble des insurgés à s'engager dans une bataille rangée contre l'armée américaine. Ainsi, en septembre 2006, la situation sécuritaire dans la province d'Al-Anbar s'était tellement détériorée que seule la ville de Falloujah était sous contrôle de la coalition au milieu d'une province totalement hors de contrôle américain.

### Reconstruction et bilan à long terme

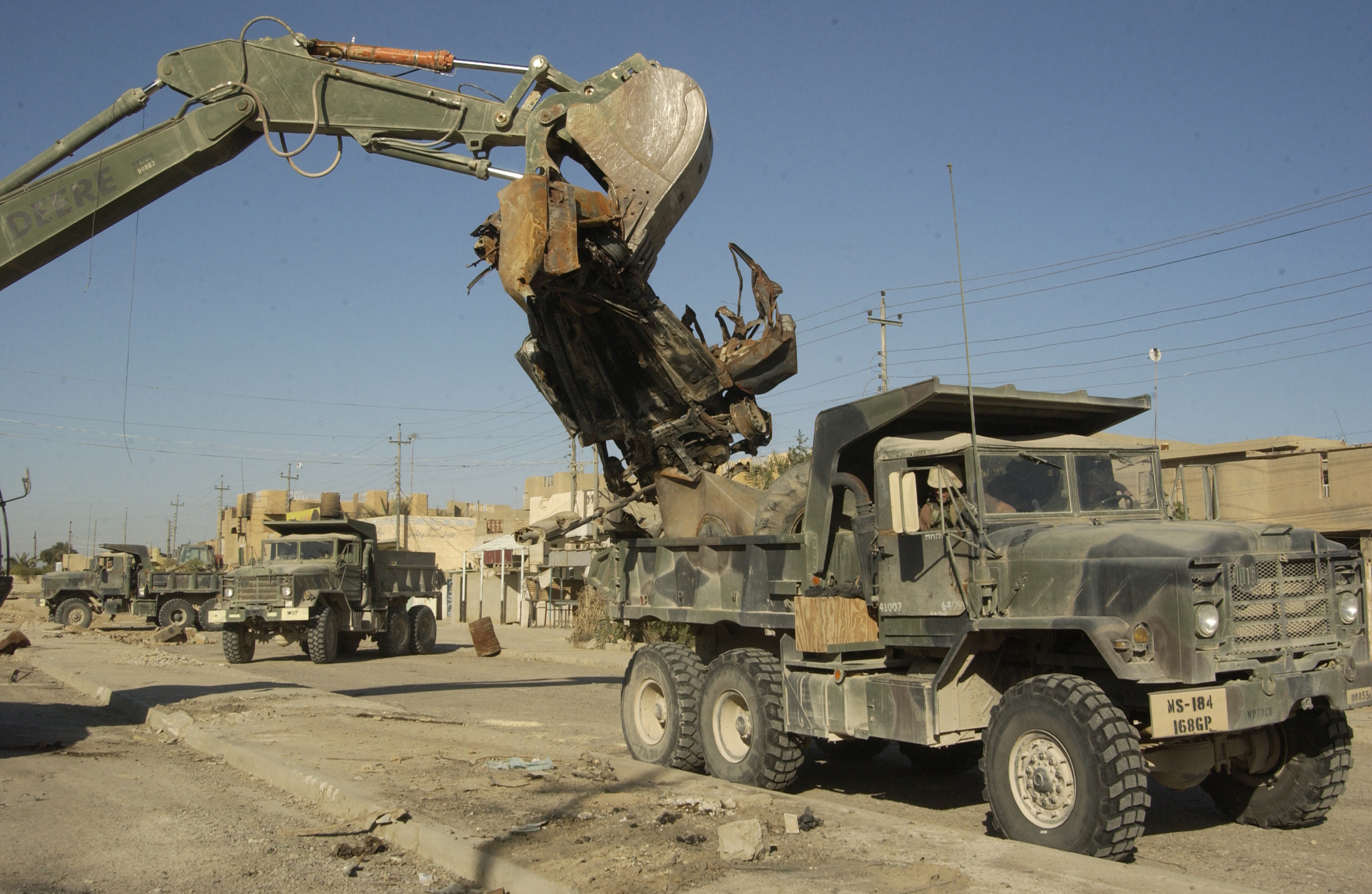
Soldats du génie de la Garde nationale déblayant les décombres à Falloujah.

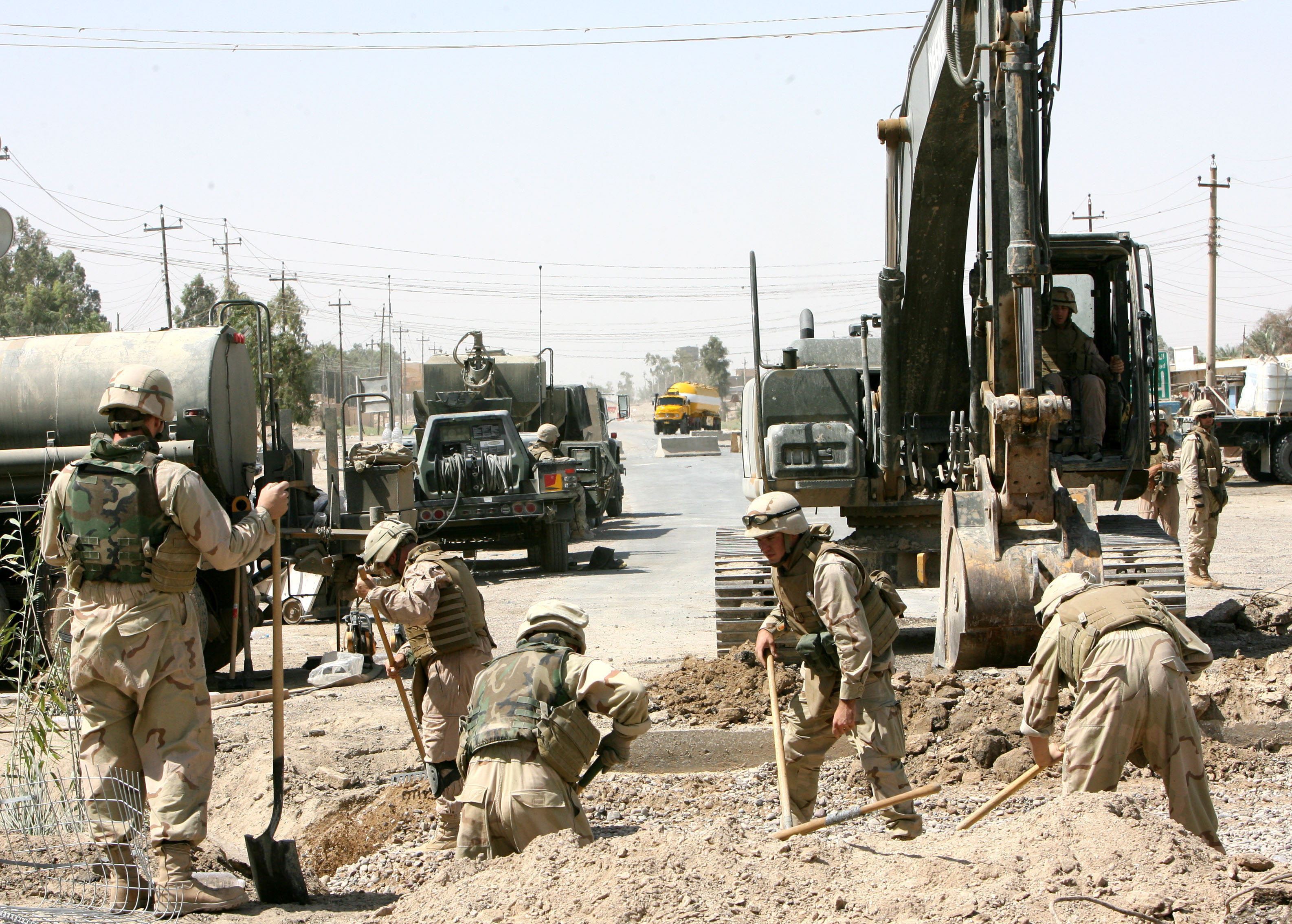
Préparation de la construction d’un pont par des soldats du génie US.

Falloujah subit pendant le siège d'importantes destructions qui touchent les habitations, les mosquées, les services publics, et les immeubles commerciaux. On comptait deux cents mosquées dans la ville avant le siège, au point que Falloujah était surnommée « la ville des mosquées ». Environ 60 de ces 200 ont été détruites, certaines abritant des caches d'armes. Sur les 50 000 bâtiments de la ville, entre 7 et 10 000 sont entièrement détruits ; entre la moitié et les deux tiers des immeubles restants ont subi des dégâts importants,
Les opérations de reconstruction-dépollution sont lancées le 23 décembre. La relance est favorisée par la distribution de primes de 200 dollars à chaque chef de famille, de primes de plusieurs milliers de dollars en compensation de chaque maison détruite. Un total de 55 millions de dollars est dépensé dans la reconstruction, y compris dans l'embauche d'ouvriers locaux.
Cependant, fin 2005, moins de la moitié des habitants sont revenus, peut être en partie à cause du contrôle extrêmement sévère de la population : l'entrée dans la ville n'est alors possible que par cinq points, les déplacements se font uniquement sous escorte en décembre 2004, les déplacements en voitures sont bannis toute l'année 2005, la totalité de la population est fichée, il est obligatoire de posséder une carte d'identité. En 2013, la population est estimée à 341 000 habitants.
En janvier 2014, l'État islamique en Irak et au Levant s'empare de la ville. Pour des chercheurs, l'invasion américaine de 2003 et la guerre qui a suivi ont complètement détruit le système politique et la cohésion sociale à l'intérieur de la ville. Il leur semble donc normal qu'une structure comme l'État islamique s'empare aisément de la ville.

### Place dans l'histoire militaire
La deuxième bataille de Falloujah est considérée comme marquant le retour du siège dans les opérations militaires : en réalité, il n'avait pas totalement disparu, mais les armées hautement technologiques et à faibles effectifs comme l'armée américaine cherchaient à l'éviter. Cette bataille de reprise de contrôle d'une ville est donc un tournant dans l'histoire militaire moderne,.
D'un point de vue différent, Hervé Drévillon note que la bataille de Falloujah s'éloigne du modèle classique (« une phase assimilée à une bataille »), et qu'elle s'intègre dans le nouvel usage que les militaires font du récit des batailles contemporaines, la désignant que par un nom d'opération à valeur métaphorique.

### Conséquences sanitaires
Dans les années qui ont suivi la bataille, le nombre de malformations congénitales graves et de cancers a augmenté de façon très importante d'après la maternité de l’hôpital et des médecins de Falloujah,. Dans son enquête, la journaliste Angélique Férat affirmait que « chaque famille de Falloujah a son bébé monstre ». Le nombre des malformations est en hausse de 20 % dans l'ensemble de l'Irak depuis 2003.
Dans un premier temps, le débat autour des conséquences sanitaires s'est focalisé sur les retombées des munitions à l'uranium appauvri,,,. Durant les deux guerres d’Irak (1991 et 2003), environ 2 000 tonnes d’uranium provenant de munitions de guerre alliées ont été dispersées sous forme de poussière d'oxyde d'uranium dans le pays, et Falloujah fait partie des 40 sites les plus touchés. Dans la province de Bassorah, le taux de cancers infantiles est 30 % plus élevé dans les zones où les bombes à l'uranium appauvri ont été utilisées que dans le reste de la province.
Alors que l'utilisation à grande échelle de munitions met en jeu des quantités d'uranium très supérieures à celles utilisées lors d'un bombardement atomique, ses effets peuvent être envisagés avec les restrictions suivantes : 
- les études sur les survivants d'Hiroshima (bombe à l'uranium) n'ont pas montré de taux de malformation anormaux chez les descendants des irradiés[65][réf. incomplète] ;
- les munitions à l'uranium appauvri sont utilisés pour la lutte contre les blindés, ce sont des obus flèches antichar, des flèches à sabots détachables[66]. L'utilisation de l'uranium dans certaines bombes anti-bunker n'est pas confirmé. Ce type de munition n'est pas adapté au combat de rue où les effets de surpression et thermiques sont recherchés, par exemple avec des armes thermobariques[67]. La présence d'infanterie alliée à proximité immédiate rend aussi peu probable l'usage de ces munitions;
- l'uranium est un puissant néphrotoxique[68], or aucune étude ne fait état d'une explosion des pathologies ou d'atteintes rénales à Falloujah, à l'inverse de ce qui est observé chez les vétérans de la première guerre du Golfe ;
- des études chez les vétérans ne montrent pas de problème de reproduction ou de malformation[69],[70],[71].

La campagne sur les effets des munitions à l'uranium a été lancée par Christopher Busby (en), spécialiste de biologie moléculaire de l'université d'Ulster et militant antinucléaire britannique, qui s'est distingué dans le passé par des publications sur les leucémies autour des centrales nucléaires galloises, dont il avait falsifié des données ou des déclarations inventées de toutes pièces sur des épandages de matériaux radioactifs organisés par le gouvernement japonais à la suite de l'accident nucléaire de Fukushima. Ces épandages auraient été destinés à fausser les résultats de futures études sur l'impact de la catastrophe en provoquant des cancers en dehors de la zone contaminée. Il propose aussi à la vente des kits d'analyses des radionucléides particulièrement dispendieux qu'il propose aux victimes de Fukushima ainsi que des pilules antiradiations aussi couteuses qu'inutiles. L'article sur l'utilisation de l'uranium à Falloujah qu'il devait faire paraître dans la revue The Lancet n'a jamais été publié. Néanmoins une étude menée par Christopher Busby, basée sur des données déclaratives, conclut de façon beaucoup plus prudente sur l'origine de l'état sanitaire de la population de Falloujah.
Plusieurs auteurs signalent que les recherches sur les effets à long terme des munitions à l'uranium appauvri sur la santé sont freinées de multiples manières : l’armée américaine a interdit toute recherche sur le sujet, la plupart des médecins irakiens refusent de remplir tout formulaire ou de parler à visage découvert sur le sujet, par peur de représailles,.
Malgré l'origine douteuse de la campagne médiatique, l'uranium appauvri peut avoir des effets tératogènes. Mais sa présence ne peut expliquer à elle seule des niveaux de prévalence aussi importants. D'autres éléments viennent pondérer ou contredire la responsabilité de l'utilisation de munitions à l'uranium durant la bataille de Falloujah, tout en identifiant d'autres facteurs explicatifs : 
- le taux de malformations à la naissance a déjà été multiplié par dix de 1989 à 2001[60], ce qui impliquerait plus les munitions utilisées durant la guerre du Golfe que celles utilisées durant la guerre d'Irak. De la même façon, le taux de cancers juvéniles a été multiplié par 5 de 1990 à 2004[60] ;
- l'état sanitaire général de la population irakienne : la prévalence du cancer a été multipliée par 40 de 1991 à 2005[78]. Cette situation, due à un système de santé détruit par la guerre du Golfe, mais également à la pénurie alimentaire due à l'embargo des années 1990 et à la guerre de 2003, peut aussi expliquer ces malformations. Certains virus (rubéole), une mauvaise hygiène, les carences en vitamine B9 peuvent provoquer des malformations. La mortalité infantile est anormalement élevée en Irak[79] ;
- la consanguinité, plus fréquente en cas de mariage intracommunautaire, augmente le taux de malformation[80], or couplé aux carences en vitamines B9 c'est un facteur de malformation neurale important en Irak[81] ;
- dans le cas spécifique de Falloujah, l'usine de fabrication d'armes chimiques de la ville a été détruite en 1991, reconstruite pour des usages civils et à nouveau détruite en 1998. La pollution issue de ces bombardements, et d'éventuels stocks qui seraient restés sur place, n'est pas avérée, mais probable[82], et les effets de ces deux destructions n'ont pas été étudiés.

D'autres recherches orientent les responsabilités des malformations et des cancers vers la pollution provenant de l'ensemble des munitions américaines, comme les bombes au phosphore blanc,, et d'autres munitions plus classiques. D'autres composants chimiques des armes conventionnelles (plomb, mercure, divers composés des poudres explosives) sont également connus pour leurs effets tératogènes et cancérigènes. Cette piste n'est pas à délaisser, car les troupes américaines ont fait un usage très intensif des munitions de petit calibre : entre 250 000 et 300 000 par insurgé tué (soit des dizaines de millions de cartouches tirées par l'US Army en quelques semaines). On a relevé des taux extrêmement importants de plomb et de mercure chez les enfants malformés de Falloujah.

## Présence dans la culture populaire
Les conséquences de la bataille de Falloujah sont brièvement évoquées par Manu Chao dans la chanson Rainin in paradize de l’album La Radiolina. La bataille est décrite du point de vue d'un vétéran américain par Stephen King dans "Billy Summers"